# Ausencia bilateral congénita de conductos deferentes
La ausencia bilateral congénita de conductos deferentes es una enfermedad de origen genético que afecta a varones y provoca azoospermia y esterilidad. La transmisión hereditaria tiene lugar como un rasgo autosómico recesivo. Afecta a 1 varón de cada 1000 en la población general, sin embargo está presente en el 98% de los pacientes de fibrosis quística. La causa es una mutación en el gen que codifica la proteína CFTR.

## Diagnóstico
El diagnóstico se basa en la ausencia de conducto deferente detectable durante la exploración médica, al realizar el espermiograma se comprueba que el volumen de semen es muy pequeño y prácticamente carece de espermatozoides. La mayor parte de los pacientes afectos de este trastorno presentan una mutación que afecta al gen CFRT que provoca la fibrosis quística y, del mismo modo que los enfermos de fibrosis quística tienen las 2 copias de este gen con anomalías, lo mismo ocurre en la ausencia bilateral congénita de conductos deferentes.

## Tratamiento
No existe ningún tratamiento médico ni procedimiento quirúrgico que pueda suprimir la infertilidad de estos enfermos, sin embargo es posible en la mayoría de los casos, obtener espermatozoides mediante una biopsia de testículo y emplearlos para realizar una fecundación in vitro, logrando de esta forma que el sujeto tenga descendencia.